# Severed (videojuego)
Severed es un videojuego de aventura de acción desarrollado y publicado por el estudio canadiense DrinkBox Studios para PlayStation Vita, iOS, Wii U, Nintendo 3DS y Nintendo Switch. Fue lanzado el 26 de abril de 2016 en Norteamérica y Europa para PlayStation Vita, y el 22 de septiembre para Wii U e iOS. Fue lanzado en Nintendo 3DS el 2022 de septiembre de 2016 en Europa, y en América del Norte el 13 de octubre del mismo año. En Japón salió a la venta el 28 de diciembre de 2016.

## Desarrollo
El 14 de abril de 2014, DrinkBox Studios anunció Severed  en asociación con el blog de videojuegos Destructoid. Debido a su principal enfoque en los controles táctiles, Severed se anunció como un juego para dispositivos móviles, aunque DrinkBox Studios también estaba considerando versiones para otros dispositivos como PlayStation Vita, Nintendo 3DS y Wii U. Se planteó el uso de tecnologías de detección de movimiento, como PlayStation Move y Kinect. Sin embargo, los desarrolladores no siguieron adelante con ninguno de estos dispositivos. DrinkBox Studios tenía previsto el lanzamiento de Severed en 2015. En diciembre, durante la PlayStation Experience 2014, DrinkBox Studios anunció el lanzamiento de Severed en PlayStation Vita, siguiendo con la tendencia de los anteriores juegos de DrinkBox de salir primero en consolas de PlayStation. Después de retrasarse, el 11 de abril de 2016 DrinkBox Studios anunció que Severed se lanzaría para PlayStation Vita el 26 de abril.
El 13 de junio de 2016, durante la Electronic Entertainment Expo 2016, se anunció Severed tanto para Wii U como para Nintendo 3DS. El juego admite cross-buy, por lo que si un usuario lo compra en Wii U, también podrá disfrutar del juego gratis en 3DS. La versión de Nintendo Switch se lanzó el 8 de agosto de 2017.

## Música
La banda sonora de Severed fue compuesta por el grupo Yamantaka // Sonic Titan junto con Pantayo, y con el apoyo de FACTOR y el Gobierno de Canadá. La banda sonora de Severed obtuvo un premio a la mejor partitura por los Canadian Videogame Awards.

## Recepción
El juego recibió críticas “generalmente favorables”, según el agregador de reseñas Metacritic. Además, fue nominado por Apple a juego del año de iPad en 2016 y a mejor juego para móvil o dispositivo táctil en los The Game Awards.